# ファニタ・ムーア
ファニタ・ムーア（Juanita Moore, 1914年10月19日 - 2014年1月1日）は、アメリカ合衆国の女優である。映画『悲しみは空の彼方に』（1959年）のアニー・ジョンソン役で知られ、史上5人目のアフリカ系アメリカ人のアカデミー賞候補者となった。

## 生涯

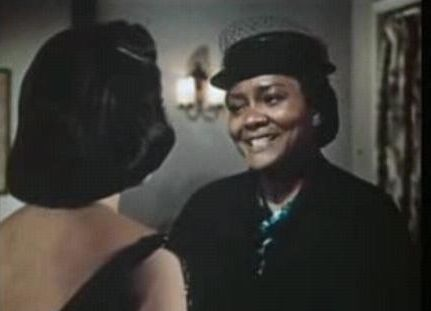
『悲しみは空の彼方に』（1959年）でアニー・ジョンソンを演じるムーア。

ミシシッピ州グリーンウッドで生まれ、カリフォルニア州ロサンゼルスで育った。
コットン・クラブでコーラスガールを務めた後、エキストラとなった。『ピンキー』（1949年）で映画デビューし、その後は端役が続いた。『悲しみは空の彼方に』（1959年）でアニー・ジョンソンを務め、アカデミー助演女優賞やゴールデングローブ賞助演女優賞にノミネートされた。
晩年にはテレビシリーズ『ER緊急救命室』や『Judging Amy』にゲスト出演した。
2013年4月23日、『悲しみは空の彼方に』のニュープリント版の上映の際にスーザン・コーナーと共に現れ、スタンディングオベーションを受けた。
2014年1月1日、ロサンゼルスの自宅で99歳で自然死した。彼女はイングルウッド公園墓地に埋葬された。